# Ramón José Castellano
Monseñor Ramón José Castellano (Villa Dolores, 15 de febrero de 1903 - Córdoba, 27 de enero de 1979), fue el segundo Arzobispo de Córdoba (y 27º diocesano) designado por el papa Pío XII el 26 de marzo de 1958. Había sido consagrado obispo el 28 de abril de 1946 en ocasión de haber sido designado obispo auxiliar de Córdoba. Por razones de salud presentó su renuncia al papa Pablo VI el 22 de enero de 1965 y se retiró a un monasterio benedictino. Falleció el 27 de enero de 1979.
Fue el obispo que el 13 de diciembre de 1969 ordenó como sacerdote a Jorge Mario Bergoglio, que el 13 de marzo de 2013 fue elegido Papa siendo así el primer argentino y latinoamericano en ocupar la silla de San Pedro. Ese mismo día ordenó a Ricardo Lorenzo Mártensen, el fundador del Movimiento de la Palabra de Dios.